# Stanisław Konarski

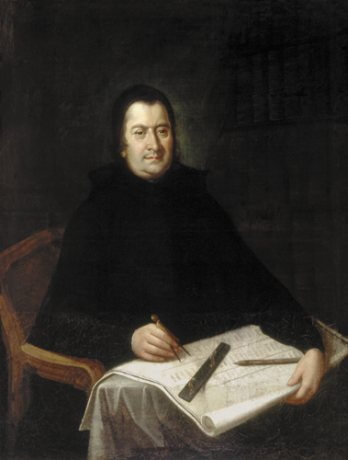
Stanisław Konarski

Stanisław Konarski (eigentlich Hieronim Franciszek Konarski, * 30. September 1700 in Żarczyce bei Jędrzejów; † 3. August 1773 in Warschau) wählte seinen Vornamen Stanisław beim Eintritt zu den Piaristen vom Heiligen Wawrzyniec (Laurentius). Er war ein polnischer Schriftsteller, Pädagoge, Publizist, Schul- und Erziehungsreformer, 1740 Gründer des Collegium Nobilium und Vordenker der polnischen Aufklärung.

## Leben
Konarski war adliger Abstammung. Seine Mutter Helena aus der Familie Czermiński war nah verwandt mit dem mächtigen Geschlecht der Tarło. Sein Vater Jerzy bekleidete das Amt eines Kastellans von  Zawichost. Stanisław verlor seine Eltern früh und gelangte unter die Obhut seines Onkels Antoni Czermiński. 1709 kam er an das Piaristen-Kollegium in Piotrków Trybunalski. 1715 trat er in das Piaristen-Kloster ein und begann ein Noviziat in Podolínec, so wie seine Brüder: Stanisław (Antoni) und Władysław (Ignacy). In Podolínec spezialisierte er sich in humanistischen Wissenschaften wie Sprachwissenschaft und Rhetorik. Das war für den jungen Konarski eine ausgezeichnete Gelegenheit zur Vervollkommnung von Redegewandtheit, Vortragskunst, Rhetorik, zu gegebenem Anlass Predigten. In diesen Jahren entstand sein erstes Werk – ein Verszyklus zu Ehren der Muttergottes –, stark stilisiert und nach Sarbiewski gestaltend, ein Werk schulischer Nachahmung, wie er später darüber weiß.
Dank der Hilfe seines Onkels Jan Tarło kam er nach Italien. Er absolvierte das Collegium Nazarenum, dessen Rektor zu jener Zeit Paolino Chellucci war. Konarski studierte u. a. in Frankreich und Deutschland. 1730 leistete er auf Veranlassung Załuskis die editorische Arbeit zur Herausgabe eines Entwurfs der Verfassung und des Rechts des Sejm – die Volumina legum.
Nach dem Tod König Augusts II.  setzte er sich für die Wahl von  Leszczyński  zum König von Polen ein und gab einige politische Werke heraus. Er  begab sich nach Paris auf der Suche nach Unterstützung für Leszczyński. Reisen nach Frankreich gaben ihm die Möglichkeit, sich  mit neuesten Gedanken zu Erziehung und Lehre vertraut zu machen. Er lernte Werke der französischen Aufklärung kennen und interessierte sich für die Ideen Lockes und Rollins.
In seiner vierbändigen politischen Abhandlung „O skutecznym rad sposobie – Über wirklichen Rat zum Möglichen“ stellte er die Fehler des Systems vor und gab einen Abriss zur Reform der Gesellschaft.
Hauptsächlich beschäftigte er sich mit ethischen Erwägungen. Er schrieb „Mowę o kszałtowaniu człowieka ucziwego i prawego obywatela – Gespräch über die Schaffung eines ehrlichen Menschen und rechtschaffenen Bürgers“. Der ordentliche Mensch ist ein solcher, der nicht gegen die Ehre verstößt, nicht betrügt, sein Wort hält und das Recht schätzt. Die einzige Garantie dieser Erziehung ist die Religion, „die zum Guten bringt und vom Schlechten abschreckt“, die die sündige Natur des Menschen umwandelt von der vorgezeichneten Erbsünde.
Eine andere wichtige Determinante menschlichen Handelns muss das Prinzip der Gerechtigkeit sein – das Prinzip des Kantschen Imperativs. Große Bedeutung hat die Verpflichtung gegenüber Ahnen, den Mächtigen, Freunden, Bediensteten (penible Bezahlung der Dienstleistungen). Konarski zufolge sollte man die größtmögliche Zahl an Freunden erringen, denn gesellschaftliche Kontakte gestützt auf Tugend, nicht auf Bequemlichkeit, erziehen zu gewissem Grade. Interessant ist, wie zu dieser Zeit die Ansicht Konarskis war, dass alle Menschen gleich seien.
Wahren Adel verstand er als Kultivierung der Tugend und kritisierte die Vergehen der Szlachta – Stolz, Hochmut, Querulantentum und Trunksucht. Als erste Tugend in moralischer Erziehung forderte er Gehorsam.
Für das Schulwesen verlangte Konarski:
- Nachdruck auf praktisches Wissen
- das Lehren zukünftiger Ziele
- die Lehre der Sprache des Volkes
- das Abrücken von weiteren Plänen bezüglich Latein und Rhetorik
- die Zurückweisung bloßer Gelehrsamkeit
- das Angebot handwerklichen und physischen Unterrichts
- eine christliche Haltung
- die geistige Entwicklung des Schülers.

Er ist auch Autor von „Ordynacji wizytacji apostolskich – Ordnung apostolischer Inspektion“, in deren Teil I sich der erste Abriss einer Berufsethik des Lehrers findet, zudem der Fragenkomplex der Unterordnung und u. a. der Rhetorik und einzelner Lehrinhalte. 1771 wurde er von König Stanisław August Poniatowski  mit der Medaille „Sapere auso“ oder „Dem, der sich traute klug zu sein“ ausgezeichnet.
Stanisław Konarski führte das Wort „Unabhängigkeit“ (poln. niepodległość) in die polnische Sprache ein. In seiner Polemik Epistolae familiares wurde dieser Begriff von Konarski im Jahr 1733 als erstem niedergeschrieben.
Die sterblichen Überreste Stanisław Konarskis und anderer Piaristen wurden nach dem Novemberaufstand von Russen aus der Kirche an der ul. Długa (Langen Straße) entfernt und an einem unbekannten Ort in der Nähe der Hl.-Borromäus-Kirche auf dem katholischen Teil des Powązki-Friedhofs verstreut.